# Skolresa

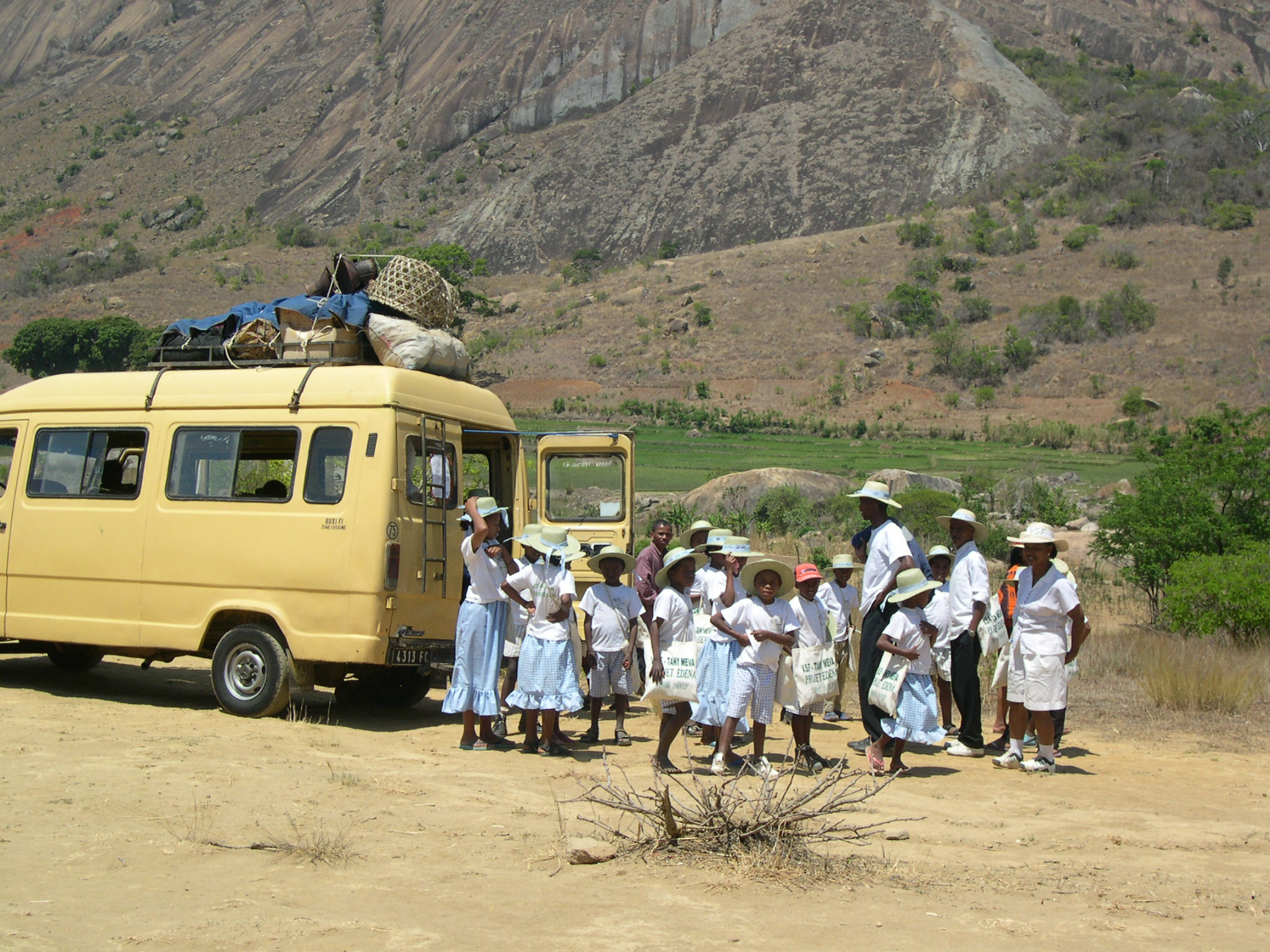
Skolresa i Madagaskar.

Skolresa är en längre utflykt med elever och lärare på en skola. Om enbart en skolklass åker kallas resan sedan 1890-talet för klassresa.
Skolor eller skolklasser kan även genomföra en studieresa där huvudsyftet är att eleverna ska studera förhållanden på platsen, exempelvis lära sig mer om ett visst tema. Studiebesök innebär att besöka en verksamhet för att lära sig mer om den, exempelvis för att studera en arbetsplats och relaterade yrken. Då har eleverna ofta möjlighet att ställa frågor direkt till bransch- eller yrkeskunniga personer. Studiebesök behöver inte medföra någon längre resa, utan kan även avse kortare utflykter.

## I Sverige

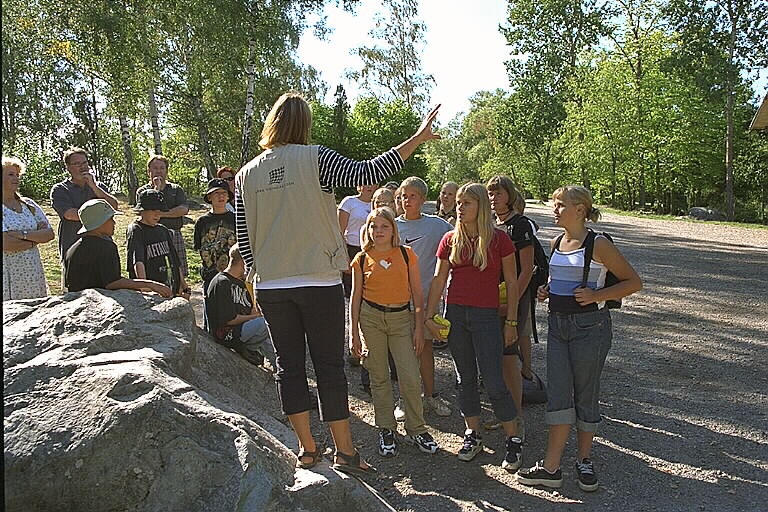
En klassresa till Birka.

Från och med förskoleklass till och med gymnasieskolan finns särskilda regler för skolresor. En skolresa ska inte vara förenad med annat än mycket ringa kostnader för eleverna eller deras vårdnadshavare, exempelvis en entréavgift eller en färdbiljett. Alla elever måste också ha möjlighet att medverka på resan, oavsett om de har bidragit ekonomiskt eller inte.
Oftast tar resan minst hela skoldagen. I lägre årskurser är resorna oftast kortare. För att ha råd med resan kan eleverna genomföra ett insamlingsarbete genom att till exempel sälja hembakat bröd, arrangera loppmarknad eller sälja exemplar av en skoltidning.
I Sverige genomförs de flesta skolresorna strax före sommarlovet.

## I engelsktalande länder
I USA förekommer field trip, som är olika skolutflykter, ofta med utbildningssyfte. I bland annat Storbritannien och Australien kallas den school trip. På Irland kallas den school tour.
På en del skolor förekommer även school camp, lägerskola.